# شیگرو اندو
شیگرو اندو (انگلیسی: Shigeru Endo؛ زادهٔ ۸ مارس ۱۹۴۵) کشتی‌گیر اهل ژاپن بود.